# Hanniwka (hromada Jakymiwka)
Hanniwka (ukr. Ганнівка) – wieś na Ukrainie, w obwodzie zaporoskim, w rejonie melitopolskim, w hromadzie Jakymiwka. W 2001 liczyła 190 mieszkańców, spośród których 78 wskazało jako ojczysty język ukraiński, 108 rosyjski, 1 bułgarski, 1 gagauski, a 2 inny.